# Судзукі Ясухіто
Судзукі Ясухіто (яп. 鈴木 康仁, нар. 19 грудня 1959, Осака —) — японський футболіст, що грав на позиції воротаря.

## Клубна кар'єра
Грав за команду Янмар Дизель.

## Виступи за збірну
Дебютував 1980 року в офіційних матчах у складі національної збірної Японії. У формі головної команди країни зіграв 4 матчі.

## Статистика
Статистика виступів у національній збірній.
| Збірна Японії | Збірна Японії | Збірна Японії |
| Роки          | Ігри          | голи          |
| ------------- | ------------- | ------------- |
| 1980          | 4             | 0             |
| Усього        | 4             | 0             |